# انحلال التربة

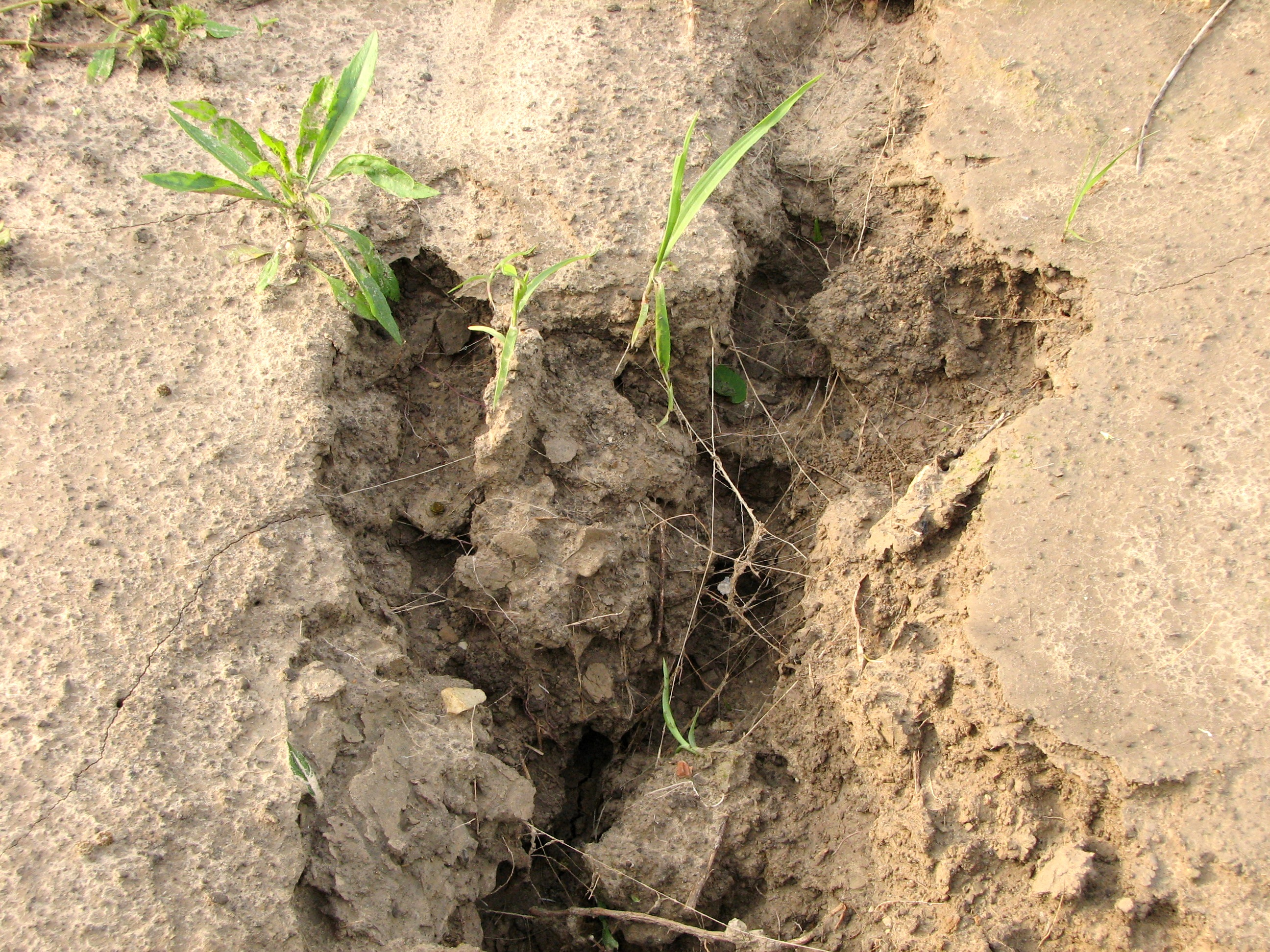
التعرية: أحد اثار انحلال التربة.

انحلال التربة أو إنهاكها أو تدهور الأراضي (بالإنجليزية: Land degradation)‏ هو مفهوم تاثر قيمة البيئة البيوفيزيائية بواحد أو أكثر من مجمل العمليات التي يسببها الإنسان فقط (إذ تستبعد آثار المخاطر الطبيعية) بأفعاله على التربة، ويمكن للأنشطة البشرية أن تؤثر بشكل غير مباشر على ظواهر مثل الطوفان وحرائق الغابات. وتقدر مساحة الأراضي الزراعية في العالم المنحلّة بشكل خطير بـ 40 ٪.

## الأسباب
انحلال التربة مشكلة عالمية، وتتعلق أساسًا بالزراعة؛ الأسباب الرئيسية هي: 
- إزالة الأشجار والغابات.

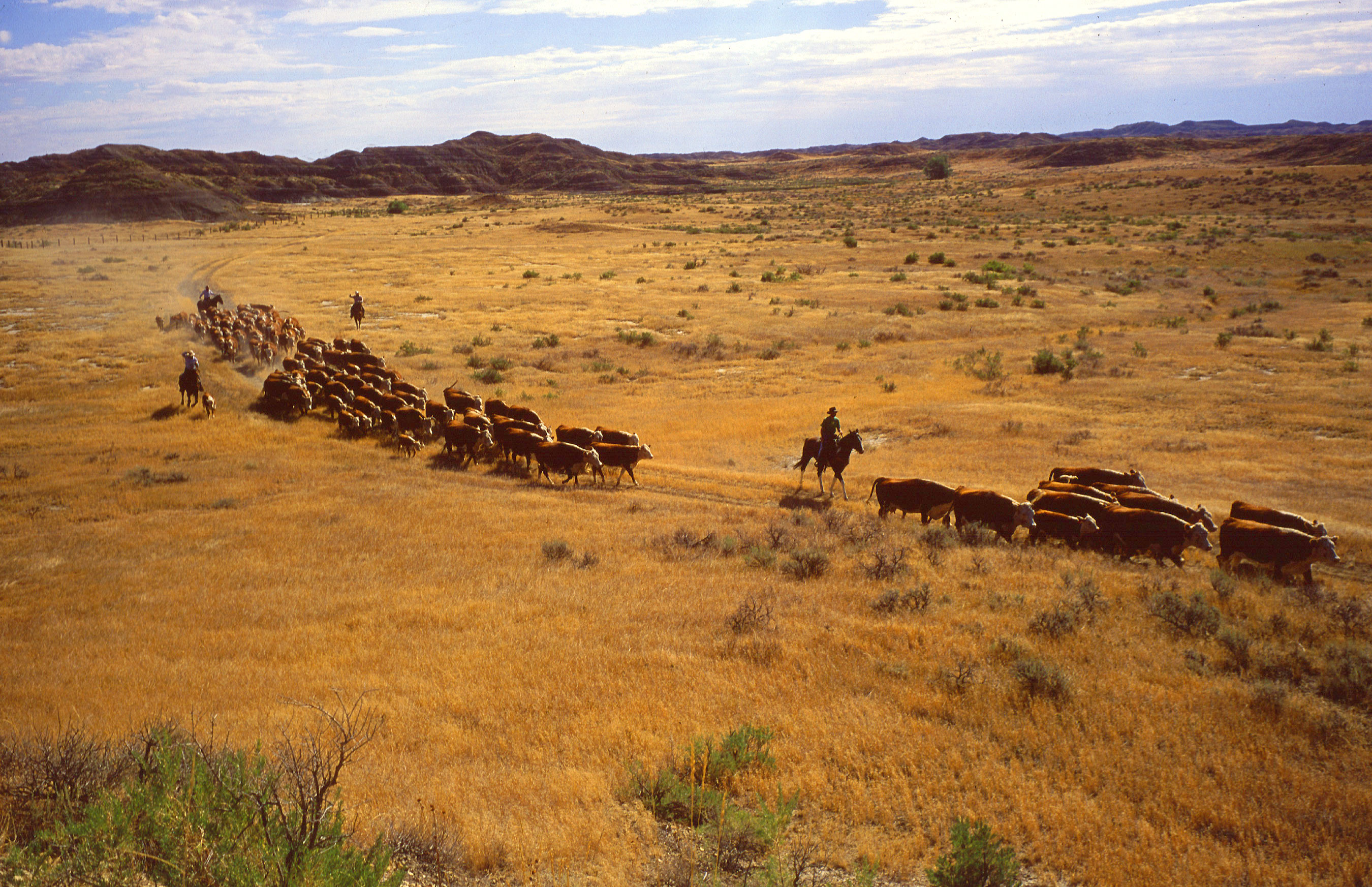
الإفراط في رعي المواشي يمكن أن يؤدي إلى انحلال التربة.

- استنزاف التربة الزراعية والمواد الغذائية من خلال الممارسات الزراعية السيئة.
- الرعي المفرط.
- تحول الطبيعة إلى مدن.
- الري المفرط.
- تلوث التربة بما فيها النفايات الصناعية.
- سير السيارات خارج الطرق المعبدة.
- الأعشاب الضارة.
- مسارات المشي.

## الآثار

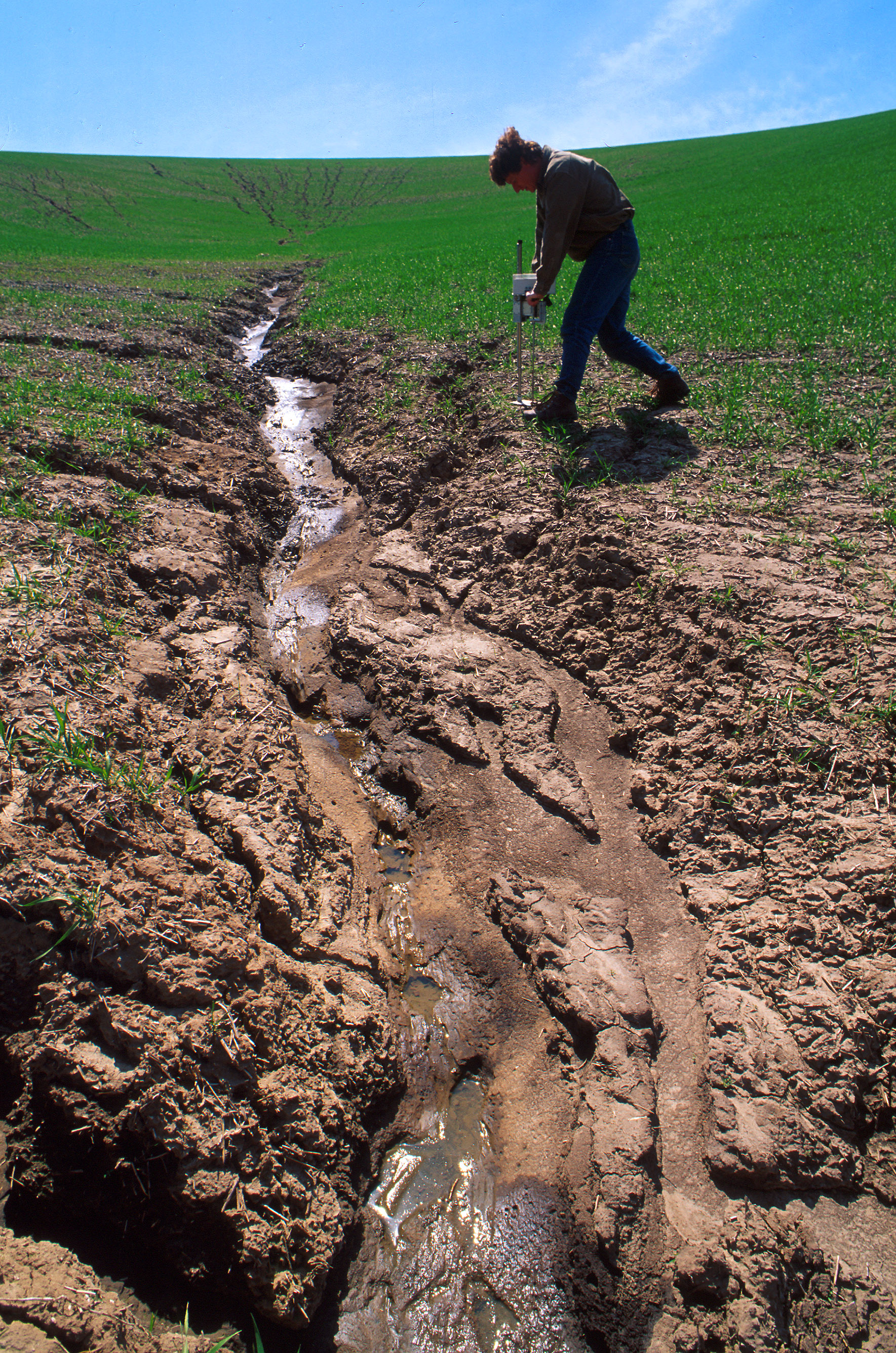
تعرية التربة في حقل قمح بالقرب من مدينة بولمان في ولاية واشنطن في الولايات المتحدة الأمريكية.

النتيجة الرئيسية هي انخفاض كبير في إنتاجية الأرض أما الضغوط الأكبر على التربة الضعيفة هي : 
- تسارع تعرية التربة بفعل الرياح والمياه
- تحمض التربة أو تقلون التربة
- تملح التربة
- تدمير بنية التربة بما في ذلك فقدان المواد العضوية
- تداعي التربة
- سير الناس على الأرض

عندما تقطع الغابات والأراضي المشجرة للحصول على الأخشاب والحطب وغيرها من المنتجات فإنها تقطع بوتيرة تتجاوز سرعة إعادة النمو الطبيعية. هذه العمليات تكون كبيرة في البيئات شبه القاحلة، حيث يعاني من نقص شديد من الحطب في كثير من الأحيان. هذه الظاهرة من العوامل المهمة في ثلاث بلدان، وهي العامل الرئيسي في إيران.
إفراط الرعي في المراعي الطبيعية ينجم عنه تقلص الغطاء النباتي. هذه الظاهرة من العوامل المهمة في ستة بلدان، وأكثرها أهمية على الإطلاق في أفغانستان.
الأنشطة الزراعية التي يمكن أن تتسبب في انحلال الأراضي تشمل الزراعة المتنقلة ودون ما يكفي من فترات لإراحة الأرض، نظرا لعدم وجود تدابير حفظ التربة، وزراعة الأراضي الهامشية أو الهشة، وعدم التوازن في استخدام الأسمدة، ومجموعة من المشاكل المحتملة الناجمة عن عيوب في تخطيط أو إدارة الري. هذه الظاهرة هي أحد العوامل الرئيسية في سريلانكا والعامل الرئيسي في بنغلاديش.
دور العامل السكاني في عمليات انحلال الأراضي يحدث في سياق الأسباب الكامنة إذ في الواقع، الأسباب الأساسية للانحلال إلى جانب نقص الأراضي، هو استمرار النمو السكاني في ظل محدودية موارد الأرض.
أدى العامل السكاني إلى انخفاض للمناطق الزراعية الصغيرة أصلا، في ستة من أصل ثمانية بلدان (14 ٪ في الهند و 22 ٪ في باكستان). بين عامي 1980-1990
انحلال الأراضي يؤثر على قسم كبير من الأراضي الصالحة للزراعة، مما يؤدي إلى نقص الثروة والتنمية الاقتصادية للدول. فيؤدي إلى إلغاء المكاسب التي تقدم بها لتحسين المحاصيل الزراعية والحد من النمو السكاني.
وبما أن الأرض تصبح أقل إنتاجية، فتقل فرص تحقيق الأمن الغذائي، ويزيد التنافس على الموارد ويرتفع حجم المجاعات والصراعات المحتملة. وما لم يتم اتخاذ تدابير ايكو-اجتماعية فعالة مستدامة لإعادة تأهيل الأرض فذلك سيؤدي إلى فقدان مرونة التربة مما يؤدي إلى انحلال التربة وإحداث ضرر دائم. 
ونحن نفترض في كثير من الأحيان أن انحلال التربة يؤثر على خصوبة التربة فقط... ومع ذلك، فإن الآثار المترتبة على انحلال التربة يؤثر تأثيرا كبيرا دورة الماء. وبالتالي تؤدي إلى آثار وخيمة على البحيرات والخزانات السدود التي تهدف إلى التخفيف من الفيضانات، وتوفير الري، وتوليد الطاقة الكهرمائية.